# Bossa de Bielsa
La batalla de la bossa de Bielsa fou un enfrontament bèl·lic entre abril i juny de 1938 a l'Alt Aragó (província d'Osca) durant la Guerra Civil espanyola. L'ofensiva nacional de març de 1938 va provocar l'enfonsament del front d'Osca, mentre que en els valls pirinencs la 43a Divisió de l'Exèrcit Popular, al capdavant del qual es trobava el major de milícies Antonio Beltrán Casaña, conegut com l'«Esquinazau», mantenia una ferma resistència contra la III Divisió Navarra del general Iruretagoyena.
Al final de març la resistència va tornar-se insostenible i Beltrán va organitzar la retirada de forma sostinguda i ordenada, la qual alentí l'avanç dels navarresos que, per contra, avançaven de forma imparable al sud, cosa que facilità que la divisió 43 quedés copada en la capçalera dels rius Cinca i Cinqueta.
Entre el 28 de març i el 6 d'abril, els republicans es van retirar de la vall de l'Ara destruint tots els ponts i les infraestructures que poguessin ajudar a l'enemic en el seu avanç. El 4 d'abril van caure Torla i Broto mentre que es mantenien forts combats a la rodalia de Fiscal.
Finalment, el 6 d'abril, la Companyia d'Esquiadors Nacional fou literalment aniquilada en una emboscada a Fanlo, fet que provocà l'aturada en sec de l'avanç franquista. Cap al 14 d'abril quedava constituïda la Bossa de Bielsa.
Decidit a resistir, l'Esquinazau amb prou feines comptava amb uns 7.000 homes i 4 canons enfront d'una força enemiga de 14.000 soldats i 30 canons que comptava, a més, amb una superioritat aèria incontestable.
Tot i la diferència de forces, les dificultats del terreny, la tenacitat republicana i les dificultats meteorològiques van permetre una resistència. L'ofensiva nacional fou definitivament aturada en el sud arran d'una derrota soferta per aquests al front Laspuña-Escalona cap a la fi d'abril del 1938.
El front quedà definit pel massís del Mont Perdut i el circ de Gurrundué a l'oest, cobert per la 130a Brigada Mixta, Tella i Escalona, coberta per la 72a Brigada, i la vall de Gistau, coberta per la 102a Brigada. A partir d'allí i tot i els combats, bombardeigs i l'aïllament, la desgastada divisió republicana va aconseguir resistir fins que, cap al final de maig, era evident que no podrien enfrontar-se a la renovada ofensiva nacional. S'evacuaren 4.000 civils i les brigades mixtes republicanes iniciaren una lenta i ordenada retirada que els va portar a creuar definitivament la frontera el 15 de juny de 1938 després de dos mesos de resistència.